# David Carney
David Raymond Carney, född 30 november 1983 i Sydney, Australien, är en australisk fotbollsspelare som spelar för den australiska klubben Newcastle United Jets FC och Australiens landslag.